# Тендзин (река)
Тендзин (яп. 天神川 тэндзингава) — река в Японии на острове Хонсю. Протекает по территории префектуры Тоттори.
Исток реки находится под горой Цугуро (津黒山, высотой 1118 м), на территории посёлка Мисаса. Тендзин впадает в Японское море.
Длина реки составляет 32 км, на территории её бассейна (490 км²) проживает около 60 тыс. человек. Согласно японской классификации, Тендзин является рекой первого класса.
Крупнейшее наводнение XX века произошло в 1934 году. Во время наводнения погиб 31 человек, было разрушено 284 и затоплено 6960 домов.